# FRIENDS (長渕剛のアルバム)
『FRIENDS』（フレンズ）は、日本のミュージシャン、長渕剛の21枚目のオリジナル・アルバムである。
2009年8月12日にユニバーサルミュージックのナユタウェイヴ レコーズへの移籍第一弾アルバムとしてリリースされた。前作『Come on Stand up!』（2007年）よりおよそ2年3ヶ月ぶりにリリースされた作品であり、全作詞・作曲およびプロデュースは長渕が担当している。
レコーディングは前作に引き続きミキサーとしてブライアン・シューブルが参加している。音楽性としてはラップの要素なども取り入れており、東京を舞台に友情をテーマとした曲が多く収録されている。
NHK総合教養番組『課外授業 ようこそ先輩』（1998年 - 2013年）に出演し、鹿児島県立鹿児島南高等学校の生徒と共に製作した先行シングル「卒業」の他、2枚目の先行シングル「蝉 semi」、TOKIOに提供した「青春 SEISYuN」（2007年）のセルフカバーを収録している。
オリコンチャートでは最高位2位となった。

## 背景
ベストアルバム『LOVE』（2008年）を2008年5月14日、さらに続けてベストアルバム『SONGS』（2008年）を5月21日にリリース後、10月1日には京セラ大阪ドームにて行われたオリックス・バファローズ対福岡ソフトバンクホークス戦にて引退試合となったプロ野球選手の清原和博の引退セレモニーに参加し「とんぼ」（1988年）を演奏した。また、この演奏以後に同曲を収録したアルバム『BEST〜空〜』（2002年）がランキング100位圏外から68位、アルバム『昭和』（1989年）が100位圏内に入るなど、売り上げを伸ばす事となった。11月20日には日本テレビ系バラエティ番組『行列のできる法律相談所 カンボジアに学校を 完結SP』（2002年 - ）に出演し、番組内の企画「100枚の絵でつなぐ！カンボジア学校建設プロジェクト」に賛同した長渕は樹齢200年のクスノキに「不動明王」を描いた自筆画をオークションにかける事となった。この「不動明王」は番組史上最高額の800万円で落札されたが、落札者は長渕の関係者であったと「週刊文春」は報じている。
2009年に入り、1月4日にはNHK総合教養番組『課外授業 ようこそ先輩』（1998年 - 2013年）の拡大スペシャル版に出演し、長渕の母校である鹿児島県立鹿児島南高等学校にて3日間授業を行い、また新たな楽曲「卒業」（2009年）の制作も行った。1月14日に長渕は1997年以来11年間所属したフォーライフミュージックエンタテイメントを離脱し、ユニバーサルミュージックのナユタウェイヴ レコーズレーベルに移籍する事を発表、さらに同レーベルにて移籍第一弾となるシングル「卒業」（2009年）をリリースする事を発表した。
2月23日にはウェスティンホテル東京内のギャラクシールームにて移籍コンベンションである「長渕剛、ユニバーサルミュージック移籍、そして世界へ」を開催し、マスコミ関係者など約500名が参加し、長渕は新曲「卒業」を含む2曲を演奏した。「卒業」の演奏では鹿児島県立鹿児島南高等学校の生徒39名も参加し共に合唱した。
3月4日には先行シングルとなる移籍第一弾シングル「卒業」をリリース。オリコンチャートでは3月16日付けで最高位4位となり、その後登場回数8回、売り上げ枚数は4.3万枚となった。
7月15日には2枚目の先行シングルとなる「蝉 semi」（2009年）のPVがユニバーサルミュージック公式YouTubeチャンネルにて公開され、PVの中では1999年以来10年間に渡り続けてきた詩画の実演シーンが初めて盛り込まれた。7月29日に同曲はリリースされ、オリコンチャートでは8月10日付けで最高位8位となり、その後登場回数6回、売り上げ枚数は2.5万枚となった。

## 録音
プロデュースは長渕本人が担当しているほか、プロデュース面で元・the pillowsのベーシストであった、上田ケンジが本名で参加している。
レコーディングはスタジオ・テラ、ランドマークスタジオ、ウエストサイドスタジオ、ソニー・ミュージックスタジオにて行われた。

## 音楽性
文芸雑誌『別冊カドカワ 総力特集 長渕剛』において音楽ライターの藤井徹貫は、アルバムのテーマに関して「アルバムのタイトルは『FRIENDS』だが、アルバム・テーマはcomradeであると見る。コムレイド＝苦労を共にしてくれる僚友、あるいは仲間、もしくは同志。そう呼べる者たちに連帯を呼び掛けている」と表記され、さらに各曲について「SAMURAI」では「長渕流儀のラップとも言える歌い回し」、「蝉 semi」では「個ではなく集合の歌だ」、「卒業」、「かましたれ!」、「FRIENDS」では「本当の仲間、真の友を求めている」と表記され、「東京」に関しては「今までは東京との対立を歌ってきた長渕が、ここでは東京側に立っている。異邦人であった若き日の自分に手を差し伸べてくれた優しき東京人がいた。その感謝の連鎖が真の仲間を生み、本人たちさえも気付かぬ絆になる。そんな思いが伝わってくる」と述べている。
文芸雑誌『文藝別冊 長渕剛 民衆の怒りと祈りの歌』において政治学者の栗原康は、「このアルバムでいちばん迫力があるのは、『蝉 semi』である。（中略）ああ、ひとの怒りのさけびとはこういうものかと、そんなことを考えさせられる一曲である」、「アルバム全体としては、タイトルのとおり、あらためて友情をテーマにしている。もともと、長渕には『勇次』など、友情をテーマにした名曲があるが、このアルバムの楽曲も負けず劣らずすばらしい」と述べている。

## リリース
2009年8月12日にナユタウェイヴ レコーズよりリリースされた。初回限定盤には「卒業」、「蝉 semi」のPVを収録したDVDが付属している。

## プロモーション
本作のリリースに先立ち、8月6日にはベイエフエムラジオ番組『bay fm ON8 feat. Tsuyoshi Nagabuchi』の公開収録イベントとして、六本木ヒルズアリーナの特設ステージにて3000人超のファンの前で詩画の実演パフォーマンスを行った。また、即興で曲を演奏するシーンもあり、さらに詩画では10分足らずで「蝉」の文字を完成させた。
8月10日にはフジテレビ系バラエティ番組『SMAP×SMAP』（1996年 - 2016年）の「BISTRO SMAP」に出演した他、8月23日には日本テレビ系音楽番組『Music Lovers』（2006年 - 2013年）に出演し、「蝉 semi」、「巡恋歌」、「君のそばに…」、「卒業」を演奏、さらにゲストラバーズとして昨年引退したプロ野球選手の清原和博が出演した。
8月29日にはフジテレビ系音楽番組『ミュージックフェア』（1969年 - ）に出演し、「蝉 semi」、「夏祭り」、「西新宿の親父の唄」、「桜」を演奏した。

## ツアー
本作を受けてのコンサートツアーは「2009 TSUYOSHI NAGABUCHI ARENA TOUR FRIENDS」と題し、2009年9月4日の横浜アリーナを皮切りに10月7日の大阪城ホールまで6都市全10公演が行われた。また、同年にはデビュー30周年を記念して「Tsuyoshi Nagabuchi Acoustic Live 30th Anniversary」と題したツアーが10月29日のよこすか芸術劇場から12月20日の京都会館第一ホールまで13都市全20公演が行われた。さらに年末の12月30日、31日には「2009～2010 Tsuyoshi Nagabuchi Arena Tour "Friends" -Countdown Live-」と題したカウントダウンライブが神戸ワールド記念ホールにて行われた。なお、このカウントダウンライブの模様を記録したDVD3枚、CD3枚のボックスセットが2010年6月9日にリリースされた。同作に収録されたドキュメント映像では俳優の藤原竜也がナレーションを担当している。

## 批評
| 専門評論家によるレビュー             | 専門評論家によるレビュー |
| レビュー・スコア                     | レビュー・スコア         |
| 出典                                 | 評価                     |
| ------------------------------------ | ------------------------ |
| CDジャーナル                         | 肯定的                   |
| 別冊カドカワ 総力特集 長渕剛         | 肯定的                   |
| 文藝別冊 長渕剛 民衆の怒りと祈りの歌 | 肯定的                   |

- 音楽情報サイト『CDジャーナル』では、「ぶっきらぼうな中の優しい眼差し、饒舌の裏の寡黙、危うさと安心感……すべてを抱え込んで走り続けるスピード感が、長渕剛の魅力だ」、「喜怒哀楽や内面の表情をされけ出した詩世界と、高みへと昇華したサウンドが凝縮されている」と肯定的な評価を下している[28]。

- 文芸雑誌『別冊カドカワ 総力特集 長渕剛』では、「ここまでの全アルバム中、ポピュラリティーの高さでは、3本の指に入りそう。丸くなったという意味ではない。毒が抜けたわけでもない。長渕イズムは健在だが、間口をより広げたということ」と肯定的な評価を下している[16]。

- 文芸雑誌『文藝別冊 長渕剛 民衆の怒りと祈りの歌』では、「シングル『蝉 semi』や『卒業』、それから二〇〇七年にTOKIOに提供した『青春』のセルフカバー曲などが収録されている。いわゆる名曲ぞろいだ」と肯定的な評価を下している[17]。

## チャート成績
オリコンチャートでは8月24日付けで最高位2位となり、その後登場回数12回、売り上げ枚数は11.1万枚となった。

## 収録曲

### CD
| 全作詞・作曲: 長渕剛（特記以外）。 |                                                          |                    |                    |                    |      |
| #                                  | タイトル                                                 | 作詞               | 作曲・編曲         | 編曲               | 時間 |
| 1.                                 | 「SAMURAI」                                              | 長渕剛（特記以外） | 長渕剛（特記以外） | 関淳二郎           | 6:20 |
| 2.                                 | 「Blue Jeans」                                           | 長渕剛（特記以外） | 長渕剛（特記以外） | 長渕剛             | 4:15 |
| 3.                                 | 「蝉 semi」                                              | 長渕剛（特記以外） | 長渕剛（特記以外） | 上田健司           | 4:14 |
| 4.                                 | 「君のそばに…」                                          | 長渕剛（特記以外） | 長渕剛（特記以外） | 中村タイチ、長渕剛 | 4:38 |
| 5.                                 | 「東京」                                                 | 長渕剛（特記以外） | 長渕剛（特記以外） | 長渕剛             | 5:54 |
| 6.                                 | 「青春」                                                 | 長渕剛（特記以外） | 長渕剛（特記以外） | 長渕剛             | 5:32 |
| 7.                                 | 「桜」                                                   | 長渕剛（特記以外） | 長渕剛（特記以外） | 長渕剛             | 5:10 |
| 8.                                 | 「Rainbow」                                              | 長渕剛（特記以外） | 長渕剛（特記以外） | 長渕剛             | 4:39 |
| 9.                                 | 「卒業」(作詞：長渕剛、県立鹿児島南高校3年7組情報処理科) | 長渕剛（特記以外） | 長渕剛（特記以外） | 長渕剛             | 4:52 |
| 10.                                | 「菊一輪の骨」                                           | 長渕剛（特記以外） | 長渕剛（特記以外） | 関淳二郎、長渕剛   | 5:13 |
| 11.                                | 「Jungle Gym」                                           | 長渕剛（特記以外） | 長渕剛（特記以外） | 長渕剛、中村タイチ | 6:01 |
| 12.                                | 「かましたれ!」                                          | 長渕剛（特記以外） | 長渕剛（特記以外） | 長渕剛             | 3:32 |
| 13.                                | 「FRIENDS」                                              | 長渕剛（特記以外） | 長渕剛（特記以外） | 長渕剛、中村タイチ | 5:14 |
| 合計時間:                          | 合計時間:                                                | 合計時間:          | 65:25              |                    |      |

### DVD
- 初回限定盤のみ

1. 卒業 (Music Clip)
2. 蝉 semi (Music Clip)

## スタッフ・クレジット

### 参加ミュージシャン
- 大久保敦夫 - ドラムス
- 岡本郭男 - ドラムス
- 島村英二 - ドラムス
- 上田健司 - ベース
- 岡沢章 - ベース
- 川嶋一久 - ベース
- 狩野良昭 - エレクトリックギター
- 末原康志 - エレクトリックギター
- 角田順 - エレクトリックギター
- 関淳二郎 - エレクトリックギター、アコースティック・ギター、シンセサイザープログラミング、バッキング・ボーカル
- 長渕剛 - エレクトリックギター、アコースティック・ギター、12弦ギター、ブルースハープ
- 中村タイチ - アコースティック・ギター、ストリングス・アレンジ（4曲目）
- 浦清英 - キーボード
- エルトン永田 - キーボード
- 飯田高広 - シンセサイザープログラミング
- 中山信彦 - シンセサイザープログラミング
- 昼田洋二 - サクソフォーン
- ペッカー - パーカッション
- 三浦浩 - トロンボーン
- 弦一徹 - ヴァイオリン、ストリングス・アレンジ（4曲目）
- 井島瑠美 - バッキング・ボーカル
- KAZUMI - バッキング・ボーカル
- 高橋"JACKIE"香代子 - バッキング・ボーカル
- Mugifumi - バッキング・ボーカル
- 佐々木久美 - バッキング・ボーカル（13曲目）
- ブレンダ・ヴォーン - バッキング・ボーカル（13曲目）
- 高尾直樹 - バッキング・ボーカル（13曲目）
- 田中雪子 - バッキング・ボーカル（13曲目）
- eji - ストリングス・アレンジ（9曲目）
- 弦一徹グループ - ストリングス（4曲目）
- 真部裕 - 1stヴァイオリン（9曲目）
- 室屋光一郎 - 2ndヴァイオリン（9曲目）
- 生野正樹 - ヴィオラ（9曲目）
- 多井智紀 - チェロ（9曲目）

### スタッフ
- 長渕剛 - プロデューサー
- ブライアン・シューブル - ミキシング・エンジニア
- 加藤謙吾 - レコーディング・エンジニア、ミキシング・エンジニア
- 中津直也（オフィス・ウィズアウト） - レコーディング・エンジニア
- 前田康二（バーニー・グランドマン・マスタリング） - マスタリング・エンジニア
- 斉藤靖（ナユタウェイヴレコード） - ディレクター
- 上條雄次（スタジオ・テラ） - アシスタント・エンジニア
- 石田晃一（スタジオ・テラ） - アシスタント・エンジニア
- 鈴木裕也（ランドマークスタジオ） - アシスタント・エンジニア
- 石光孝（ウエストサイドスタジオ） - アシスタント・エンジニア
- 米山雄大（ソニー・ミュージックスタジオ・ジャパン） - アシスタント・エンジニア
- 三浦"Peter"浩 - エキップメント・テクニシャン
- 山口敦（サンフォニックス） - エキップメント・テクニシャン
- デニス・マーティン (Fill In) - クリエイティブ・アドバイザー、通訳
- 中村タイチ (bluesofa) - プロダクション・アドバイザー
- 宮田文雄（フェイスミュージック） - ミュージシャン・コーディネーター
- 遠藤靖子 (Fill In) - 海外コーディネーター
- 蛯沢康仁（オフィスレン） - アーティスト・マネージャー
- 稲村新山（ナユタウェイヴレコード） - A&R
- あべよしと（ナユタウェイヴレコード） - A&R
- たけとみこうしろう（ナユタウェイヴレコード） - セールス・プロモーション
- 川上圭三（川上デザイン室） - アート・ディレクション、デザイン
- 内藤順司 - 写真撮影
- 辻野孝明 (teenei and co.,) - 衣装
- ずしやすあき（ユニバーサルミュージック） - アートワーク・コーディネーション
- 荒井博文 (GIL PRODUCE COMPANY) - クリエイティブ・ディレクター
- レオくん - スペシャル・サンクス
- 小池一彦（ユニバーサルミュージック） - エグゼクティブ・プロデューサー
- 喜本孝（ユニバーサルミュージック） - エグゼクティブ・プロデューサー
- 町田晋（ナユタウェイヴレコード） - エグゼクティブ・プロデューサー
- 石坂敬一（ユニバーサルミュージック） - スーパーバイザー